# Hongmiao, Shaanxi
Hongmiao är en köping i Kina. Den ligger i provinsen Shaanxi, i den nordvästra delen av landet, omkring 240 kilometer sydväst om provinshuvudstaden Xi'an. Antalet invånare är 16 687. Befolkningen består av 7 962 kvinnor och 8 725 män. Barn under 15 år utgör 17,0 %, vuxna 15-64 år 71 %, och äldre över 65 år 11,0 %.
Runt Hongmiao är det ganska tätbefolkat, med 166 invånare per kvadratkilometer. Närmaste större samhälle är Nanzheng Xian, 15,8 km norr om Hongmiao. I omgivningarna runt Hongmiao växer i huvudsak blandskog.
Genomsnittlig årsnederbörd är 1 225 millimeter. Den regnigaste månaden är juli, med i genomsnitt 292 mm nederbörd, och den torraste är december, med 2 mm nederbörd.